# Oldřich Brunclík
Oldřich Brunclík (ur. 19 lipca 1932) – czechosłowacki kierowca rajdowy i wyścigowy.

## Biografia
Na początku lat 60. zadebiutował Škodą 1202 w rajdowych mistrzostwach Czechosłowacji. W 1962 roku zajął czwarte miejsce w klasie 1600. W sezonie 1965 rozpoczął starty Škodą 1000 MB; wygrał wówczas Rajd Bohemia Sedlčany. W połowie lat 60. rozpoczął jednocześnie rywalizację samochodami wyścigowymi, używając pojazdu Lucia. W 1967 roku zdobył rajdowe mistrzostwo kraju w klasie A1/1000, zaś w latach 1969–1970 był mistrzem w klasie A1/1150. W 1968 roku zadebiutował w ETCC, zajmując wspólnie z Josefem Srnským dwudzieste szóste miejsce podczas wyścigu 4h Brna. Z kolei w sezonie 1969 zadebiutował w wyścigowym Pucharze Pokoju i Przyjaźni. W 1973 roku rozpoczął rywalizację w klasie turystycznej Pucharu Pokoju i Przyjaźni. W pierwszym sezonie wygrał trzy wyścigi i zajął trzecie miejsce w klasyfikacji. Identyczną pozycję uzyskał rok później, a w sezonie 1975 nową Škodą 130 RS zdobył wicemistrzostwo. Ponadto zajął piąte miejsce we wliczanym do klasyfikacji ETCC wyścigu o GP Brna. W 1976 roku w Pucharze Pokoju i Przyjaźni wygrał trzy wyścigi, a do mistrza – Milana Žida – stracił jeden punkt. Rok później ponownie zwyciężył trzykrotnie i zdobył tytuł mistrzowski.

## Wyniki
| Legenda oznaczeń w tabelach wyników Wyświetl szablon na nowej stronie | Legenda oznaczeń w tabelach wyników Wyświetl szablon na nowej stronie                                                                     |
| Oznaczenie                                                            | Wyjaśnienie |
| --------------------------------------------------------------------- | --- |
| Złoty                                                                 | Zwycięzca lub mistrzostwo |
| Srebrny                                                               | 2. miejsce lub wicemistrzostwo |
| Brązowy                                                               | 3. miejsce lub II wicemistrzostwo |
| Zielony                                                               | Ukończył, punktował (w klasyfikacji generalnej, gdy zdobył co najmniej jeden punkt na przestrzeni sezonu, poza trzema powyższymi opcjami) |
| Niebieski                                                             | Ukończył, nie punktował (w klasyfikacji generalnej, gdy nie zdobył co najmniej jednego punktu na przestrzeni sezonu)                      |
| Czerwony                                                              | Nie zakwalifikował się (NZ) |
| Czerwony                                                              | Nie prekwalifikował się (NPK) |
| Różowy                                                                | Nie ukończył (NU) |
| Różowy                                                                | Niesklasyfikowany (NS) (w klasyfikacji generalnej, gdy nie został sklasyfikowany w żadnym wyścigu sezonu)                                 |
| Czarny                                                                | Zdyskwalifikowany (DK) |
| Czarny                                                                | Wykluczony (WYK/EX) |
| Biały                                                                 | Nie wystartował (NW) |
| Biały                                                                 | Kontuzjowany (K/INJ) |
| Biały                                                                 | Wyścig odwołany (OD/C) |
| Bez koloru                                                            | Został wycofany (WYC/WD) |
| Bez koloru                                                            | Nie przybył (NP/DNA) |
| Bez koloru                                                            | Nie brał udziału w treningach (NT/DNP) |
| Bez koloru                                                            | Nie został zgłoszony (–) |
| Pogrubienie                                                           | Start z pole position |
| Kursywa                                                               | Najszybsze okrążenie wyścigu |
| †                                                                     | Nie ukończył, ale jego rezultat został zaliczony ze względu na przejechanie więcej niż 90% dystansu wyścigu.                              |
| *                                                                     | Sezon w trakcie |
| 1/2/3                                                                 | Punktowana pozycja w sprincie kwalifikacyjnym                                                                                             |
| Lista systemów punktacji Formuły 1                                    | |

### European Touring Car Championship
| Rok  | Zespół                    | Samochód      | Wyniki w poszczególnych eliminacjach | Wyniki w poszczególnych eliminacjach | Wyniki w poszczególnych eliminacjach | Wyniki w poszczególnych eliminacjach | Wyniki w poszczególnych eliminacjach | Wyniki w poszczególnych eliminacjach | Wyniki w poszczególnych eliminacjach | Wyniki w poszczególnych eliminacjach | Wyniki w poszczególnych eliminacjach | Wyniki w poszczególnych eliminacjach | Wyniki w poszczególnych eliminacjach | Pkt. | Msc. |
| ---- | ------------------------- | ------------- | ------------------------------------ | ------------------------------------ | ------------------------------------ | ------------------------------------ | ------------------------------------ | ------------------------------------ | ------------------------------------ | ------------------------------------ | ------------------------------------ | ------------------------------------ | ------------------------------------ | ---- | ---- |
| 1968 |                           |               | Włochy                               | Austria                              | Wielka Brytania                      |                                      | Belgia                               |                                      | Belgia                               | Czechosłowacja                       | Holandia                             | Szwajcaria                           | Hiszpania                            | 2    | 26   |
| 1968 | AZNP Vrchlabí             | Škoda 1000 MB | -                                    | -                                    | -                                    | -                                    | -                                    | -                                    | -                                    | 26                                   | -                                    | -                                    | -                                    | 2    | 26   |
| 1971 |                           |               | Włochy                               | Austria                              | Czechosłowacja                       |                                      | Belgia                               | Holandia                             | Francja                              | Hiszpania                            |                                      |                                      |                                      | 0    | NS   |
| 1971 | Metalex                   | Škoda 110 L   | -                                    | -                                    | -                                    | NU                                   | -                                    | -                                    | -                                    | -                                    |                                      |                                      |                                      | 0    | NS   |
| 1972 |                           |               | Włochy                               | Austria                              | Czechosłowacja                       |                                      | Belgia                               | Holandia                             | Francja                              | Wielka Brytania                      | Hiszpania                            |                                      |                                      | 0    | NS   |
| 1972 | Auto Škoda                | Škoda 110 L   | -                                    | -                                    | -                                    | NU                                   | -                                    | -                                    | -                                    | -                                    | -                                    |                                      |                                      | 0    | NS   |
| 1975 |                           |               | Włochy                               | Czechosłowacja                       | Austria                              |                                      | Holandia                             | Hiszpania                            |                                      |                                      |                                      |                                      |                                      | 8    | 30   |
| 1975 | Auto Škoda Mladá Boleslav | Škoda 130 RS  | -                                    | 5                                    | -                                    | -                                    | -                                    | -                                    |                                      |                                      |                                      |                                      |                                      | 8    | 30   |

### Puchar Pokoju i Przyjaźni

#### Samochody wyścigowe
| Rok  | Samochód | Silnik | Wyniki w poszczególnych eliminacjach | Wyniki w poszczególnych eliminacjach | Wyniki w poszczególnych eliminacjach | Wyniki w poszczególnych eliminacjach | Pkt. | Msc. |
| ---- | -------- | ------ | ------------------------------------ | ------------------------------------ | ------------------------------------ | ------------------------------------ | ---- | ---- |
| 1969 |          |        | Czechosłowacja                       |                                      |                                      |                                      | 0    | NS   |
| 1969 | Lucia    | Škoda  | 14                                   | -                                    | -                                    | -                                    | 0    | NS   |
| 1972 |          |        | Czechosłowacja                       |                                      |                                      |                                      | 17   | 15   |
| 1972 |          |        | -                                    | -                                    | 9                                    |                                      | 17   | 15   |

#### Samochody turystyczne
| Rok  | Samochód     | Wyniki w poszczególnych eliminacjach | Wyniki w poszczególnych eliminacjach | Wyniki w poszczególnych eliminacjach | Wyniki w poszczególnych eliminacjach | Wyniki w poszczególnych eliminacjach | Pkt. | Msc. |
| ---- | ------------ | ------------------------------------ | ------------------------------------ | ------------------------------------ | ------------------------------------ | ------------------------------------ | ---- | ---- |
| 1973 |              | Czechosłowacja                       |                                      |                                      |                                      |                                      | 150  | 3    |
| 1973 | Škoda 120 S  | 1                                    | 1                                    | 1                                    | -                                    |                                      | 150  | 3    |
| 1974 |              | Czechosłowacja                       |                                      |                                      |                                      |                                      | 132  | 3    |
| 1974 | Škoda 120 RS | 3                                    | 2                                    | 3                                    | -                                    |                                      | 132  | 3    |
| 1975 |              |                                      |                                      | Czechosłowacja                       |                                      |                                      | 93   | 2    |
| 1975 | Škoda 130 RS | 3                                    | -                                    | 1                                    | 3                                    |                                      | 93   | 2    |
| 1976 |              |                                      |                                      | Czechosłowacja                       |                                      | Czechosłowacja                       | 181  | 2    |
| 1976 | Škoda 130 RS | 1                                    | 1                                    | 14                                   | 1                                    | NU                                   | 181  | 2    |
| 1977 |              |                                      |                                      | Czechosłowacja                       |                                      |                                      | 196  | 1    |
| 1977 | Škoda 130 RS | 1                                    | 4                                    | 1                                    | 1                                    | 2                                    | 196  | 1    |

### Czechosłowacka Formuła 3
| Rok  | Zespół        | Samochód | Silnik | Wyniki w poszczególnych eliminacjach | Wyniki w poszczególnych eliminacjach | Wyniki w poszczególnych eliminacjach | Wyniki w poszczególnych eliminacjach | Wyniki w poszczególnych eliminacjach | Pkt. | Msc. |
| ---- | ------------- | -------- | ------ | ------------------------------------ | ------------------------------------ | ------------------------------------ | ------------------------------------ | ------------------------------------ | ---- | ---- |
| 1967 |               |          |        | Czechosłowacja                       | Czechosłowacja                       | Czechosłowacja                       | Czechosłowacja                       | Czechosłowacja                       | 0    | NS   |
| 1967 | AZNP Vrchlabí | Lucia    | Škoda  | 12                                   | NU                                   | ?                                    | ?                                    | NU                                   | 0    | NS   |